# 1314
| 1314               |
| ------------------ |
| Dødsfald - Fødsler |
| • Begivenheder     |

| Gregoriansk kalender | 1314 MCCCXIV            |
| Ab urbe condita      | 2067                    |
| Armensk kalender     | 763 ԹՎ ՉԿԳ              |
| Kinesiske kalender   | 4010 – 4011 癸丑 – 甲寅 |
| Etiopisk kalender    | 1306 – 1307             |
| Jødisk kalender      | 5074 – 5075             |
| Hindukalendere       |                         |
| - Vikram Samvat      | 1369 – 1370             |
| - Shaka Samvat       | 1236 – 1237             |
| - Kali Yuga          | 4415 – 4416             |
| Iransk kalender      | 692 – 693               |
| Islamisk kalender    | 714 – 715               |

Konge i Danmark: Erik 6. Menved 1286-1319

## Begivenheder

### Juni
- 24. juni - Robert the Bruce leder en talmæssigt underlegen, skotsk hær til sejr ved Bannockburn. Dette sikrer Skotlands selvstændighed i flere hundrede år

### August
- 31. august - den norske konge Håkon 5. flytter Norges hovedstad fra Bergen til Oslo

### Udateret
- I København raserer en brand den første Vor Frue Kirke.
- Ludwig af Bayern bliver konge af Bayern.
- Frederik den Smukke bliver konge af Tyskland.

Født
- Valdemar 3., dansk konge (årstal usikkert) (død ca. 1364).

Dødsfald
- 18. marts: Stormester for tempelridderne, Jacques de Molay, bliver brændt efter anklage for kætteri.
- 14. april: Pave Clemens 5. Pavestolen står tom i 2 år.
- 30. november: Philip 4. af Frankrig